# Makrychori
Makrychori  este un oraș în Grecia în prefectura Larissa.